# Dolomiti Pesarine
Le Dolomiti Pesarine (dalla Val Pesarina) sono un gruppo montuoso delle Alpi Carniche, di conformazione dolomitica, poste tra il comune di Prato Carnico e quello di Sappada (provincia di Udine), in Friuli-Venezia Giulia, delimitate a sud dalla val Pesarina, a ovest dalla val Frison, a nord dall'alto corso del Piave (da San Pietro di Cadore a Cima Sappada) e a nord-est dalla val Degano (detta anche Canale di Gorto)           .

## Classificazione

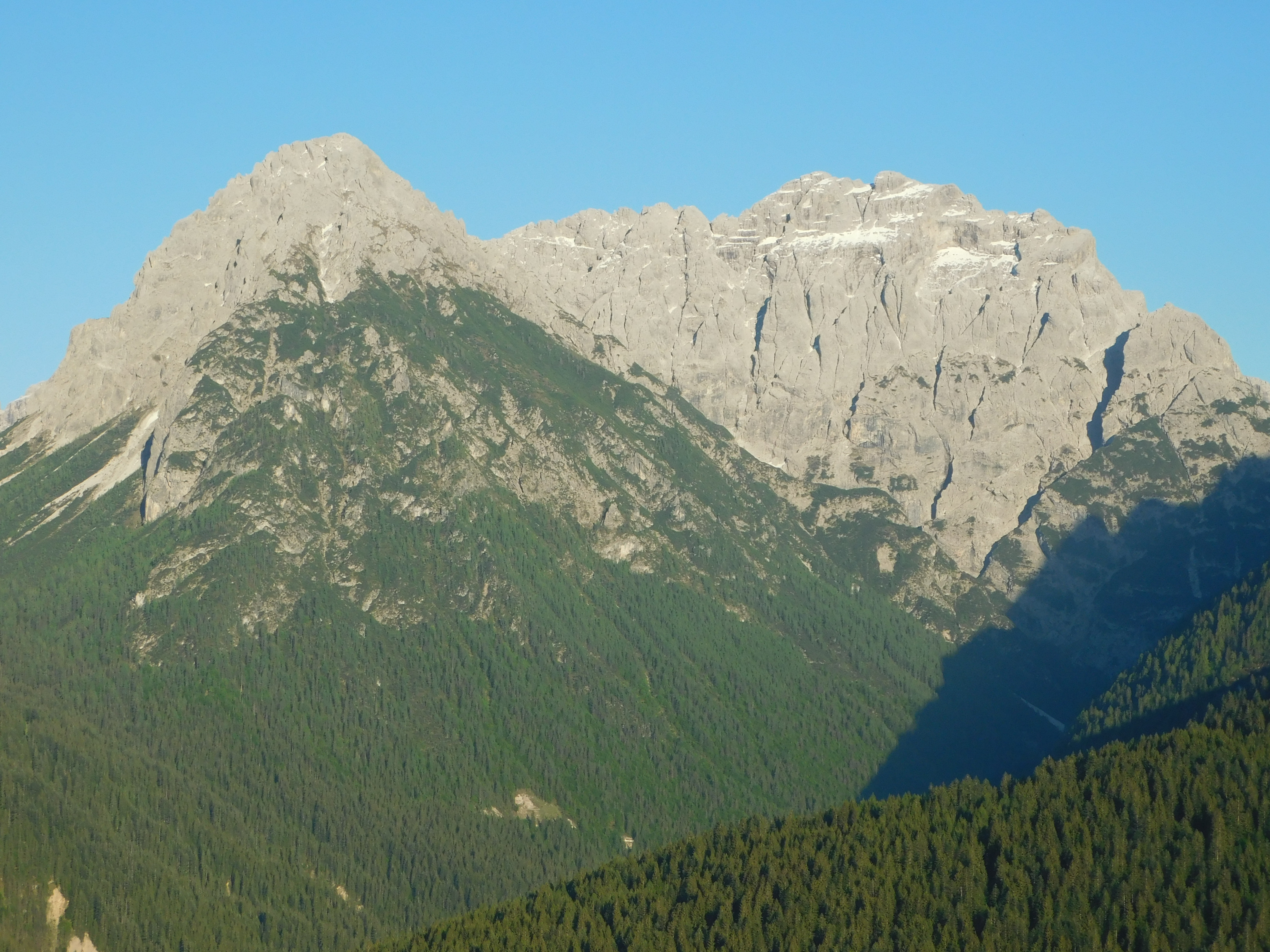
Monte Terza Grande e Terza Media

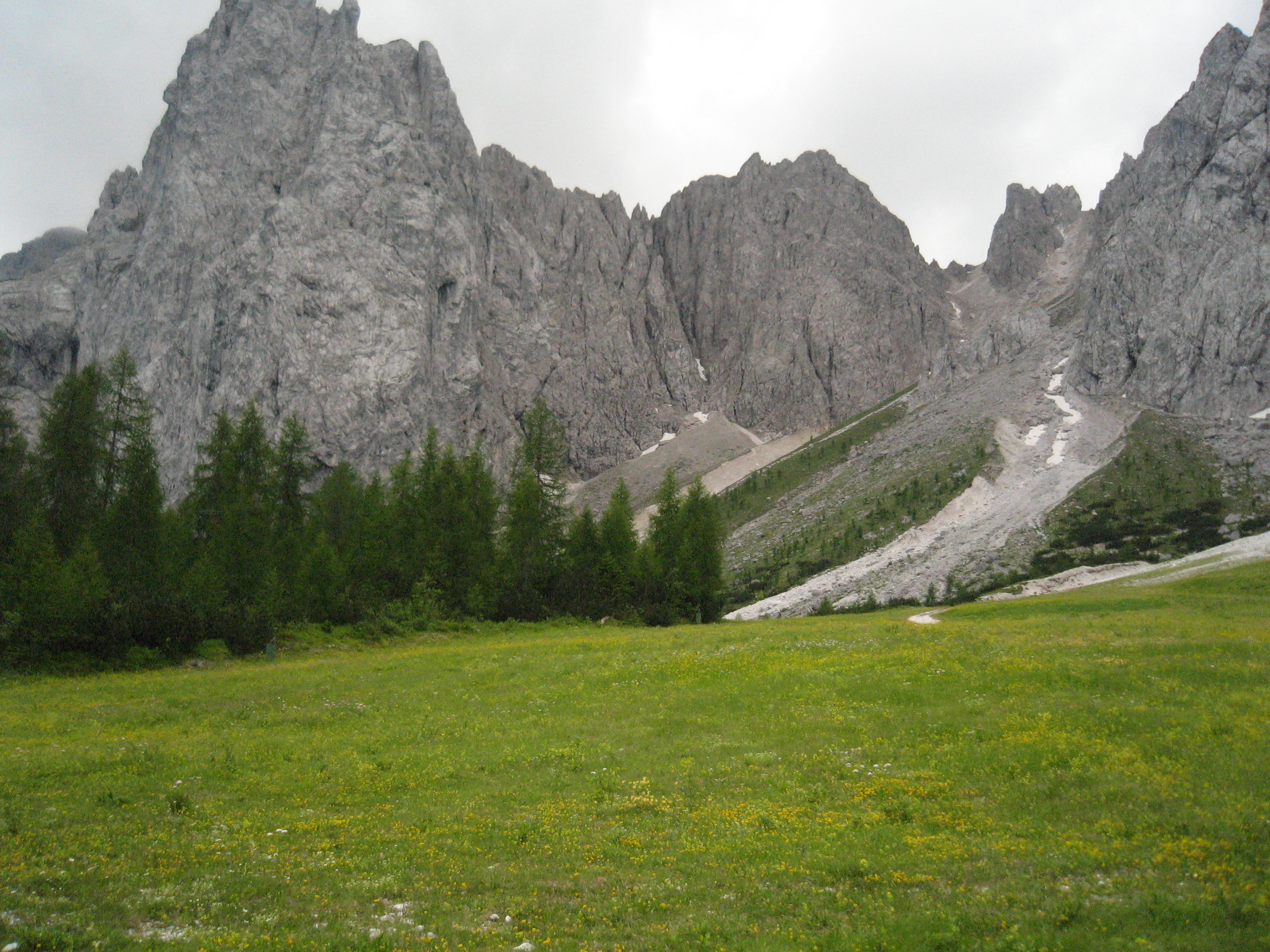
Creta Forata

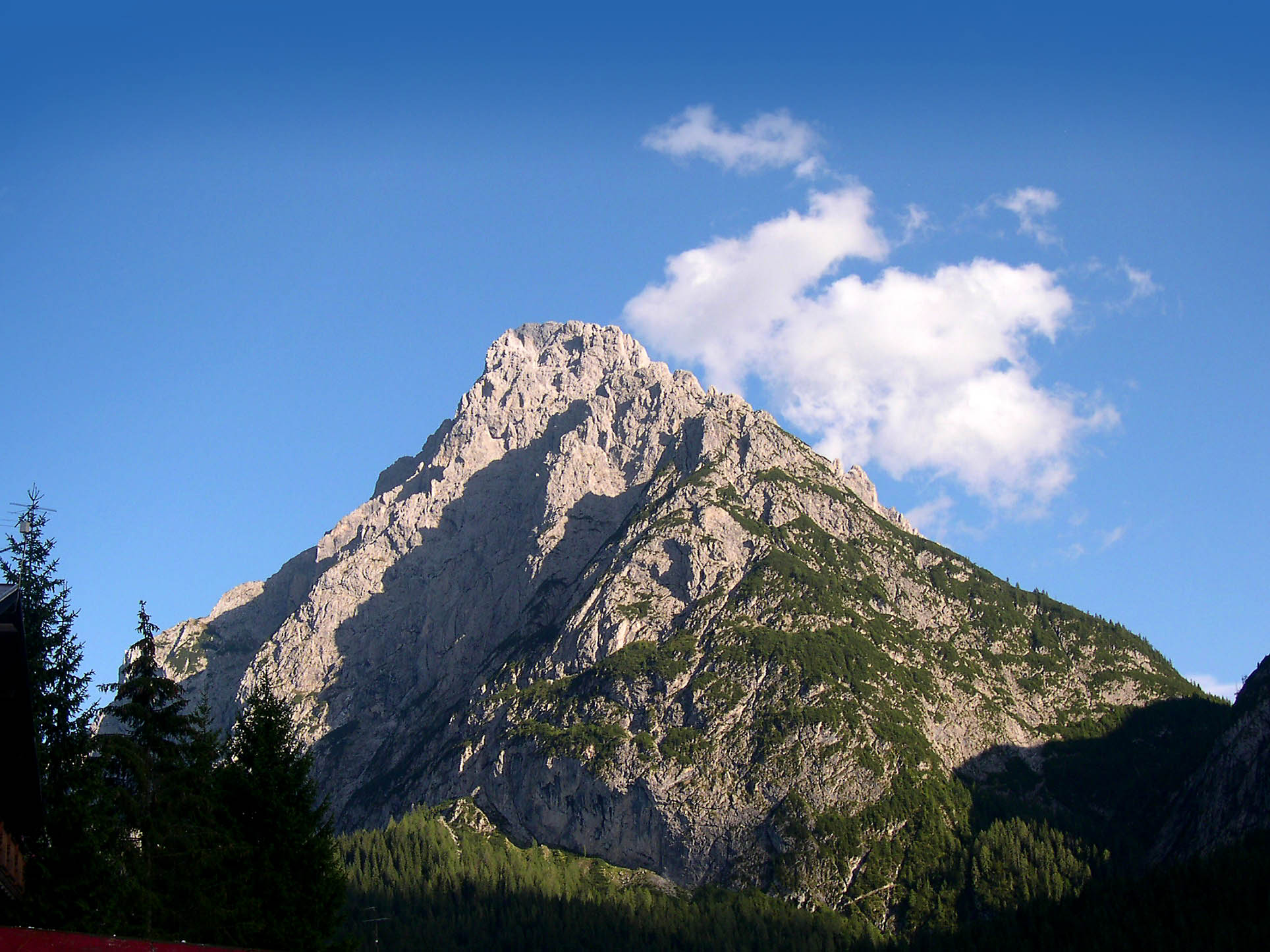
Monte Siera

Secondo la SOIUSA le Dolomiti Pesarine sono un gruppo alpino con la classificazione seguente:
- Grande parte = Alpi Orientali
- Grande settore= Alpi Sud-orientali
- Sezione= Alpi Carniche e della Gail
- Sottosezione= Alpi Carniche
- Supergruppo= Alpi tolmezzine occidentali
- Gruppo= Dolomiti Pesarine
- Codice =II/C-33.I-C.7

## Principali cime
Le principali cime sono:
- Sottogruppo del Siera (7.a)
  - Massiccio del Siera (7.a/a)
    - Monte Siera (2.443 m)
    - Creta Forata (2.462 m)

  - Dorsale del Pleros (7.b/b)
    - Monte Cimon (2.422 m)
    - Creta della Fuina (2.350)
    - Monte Pleros (2.314 m)
- Sottogruppo dei Clap (7.b)
  - Creton di Clap Grant (2.487 m)
  - Cresta di Enghe (2.414 m)
- Sottogruppo delle Terze (7.c)
  - Monte Terza Grande (2.586 m)
  - Monte Terza Media (2.455 m)
  - Monte Terza Piccola (2.334 m)

## Rifugi
Ottimo punto di partenza per escursioni sulle Dolomiti Pesarine è il rifugio Rifugio fratelli De Gasperi (1.770 m).

## Galleria d'immagini

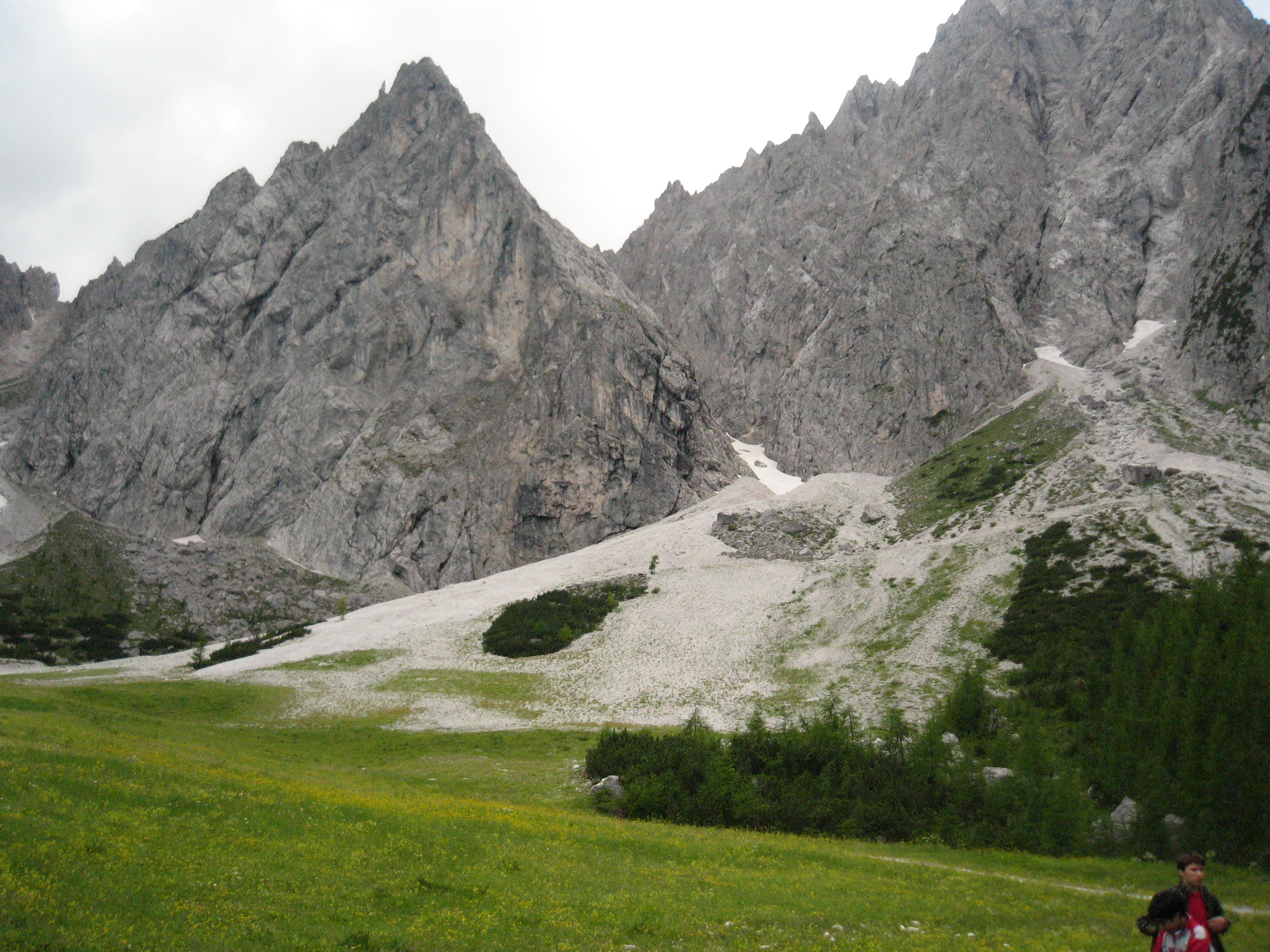
Il Monte Siera dal versante sappadino
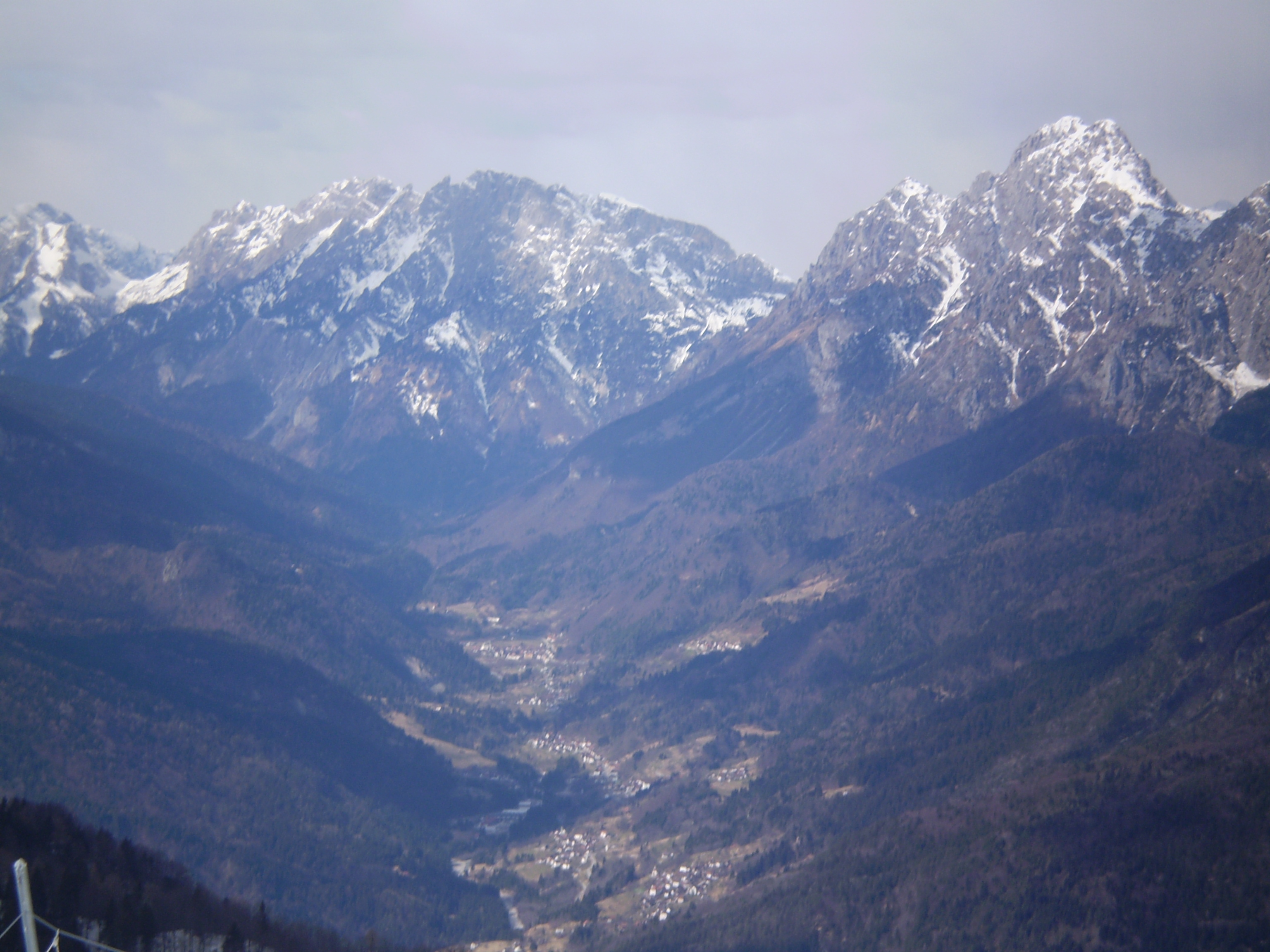
La Val Pesarina vista dal monte Zoncolan
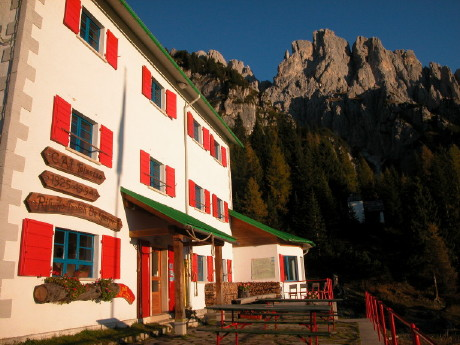
Rifugio De Gasperi